# آلدر لیک

## سری پردازنده های آلدرلیک اینتل

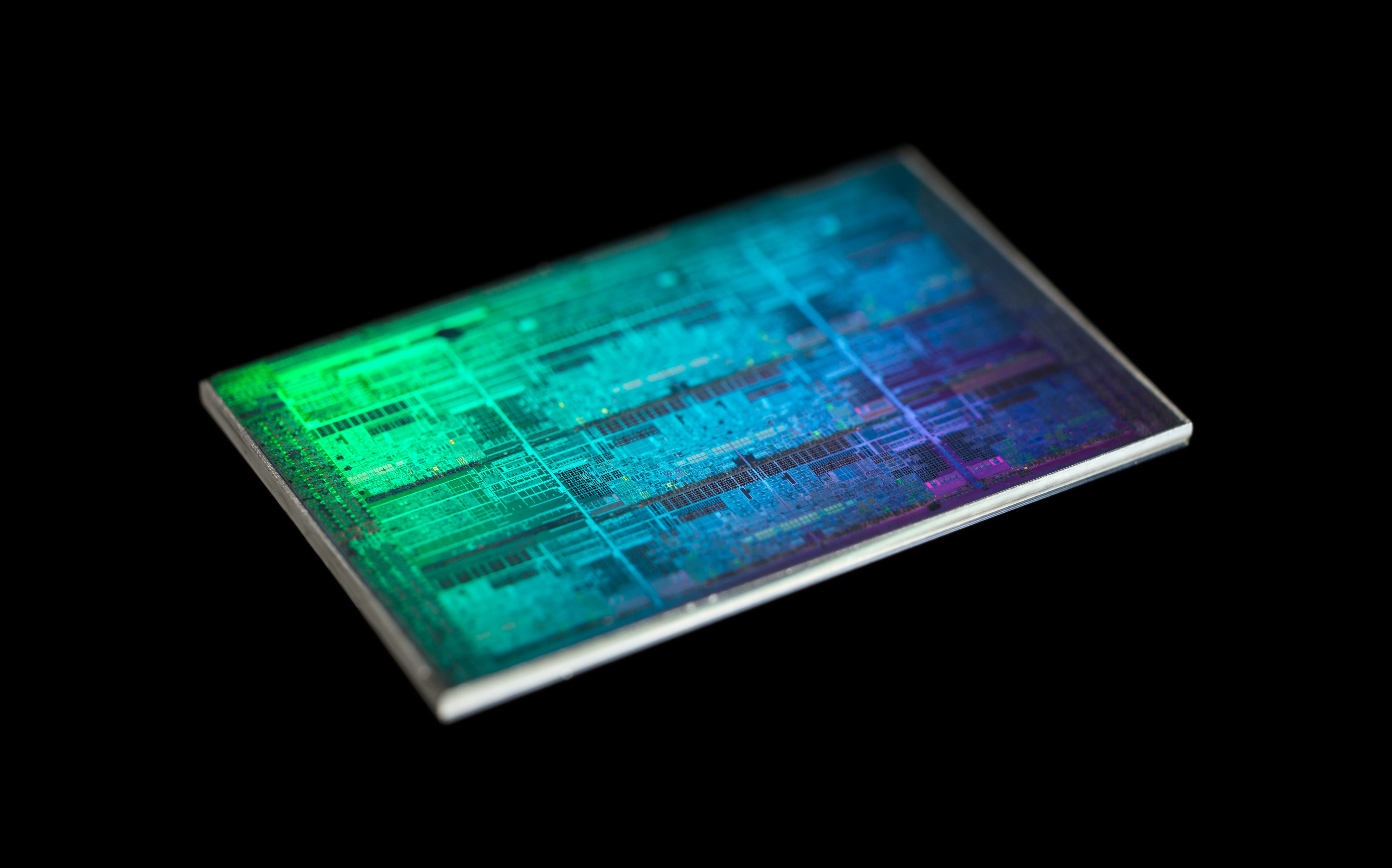
آلدر لیک (به انگلیسی: Alder Lake) نام سری پردازنده های نسل ۱۲ اینتل است که با فناوری ساخت ۷ نانومتری اینتل ساخته‌شده و در ۴ نوامبر سال ۲۰۲۱ عرضه و جایگزین سری راکت لیک شد. آلدر لیک با استفاده از ریزمعماری گلدن کوو و گریسمانت ساخت می‌شود.

آلدر لیک (به انگلیسی: Alder Lake) نام سری پردازنده های نسل ۱۲ اینتل است که برپایهی معماری هایبرید با فناوری ساخت اینتل 7 (معماری 10nm) که در قبل معروف به معماری 10 نانومتری پیشرفته اینتل (10ESF) بوده است ساخته‌شده این معماری در مقایسه با معماری 10SF که در نسل Tiger Lake Mobile استفاده شده بود دارای 10 تا 15 درصد افزایش قدرت است.
آلدر لیک با استفاده از ریزمعماری گلدن کوو برای هسته های قدرتی و ریز معماری گریسمانت برای هسته های کم مصرف ساخت می‌شود.
سری پردازنده های نسل 12 دستکتاپ اینتل در 27 اکنبر 2021 معرفی شدند.
در 4 ژانویه 2022 پردازنده های نسل 12 موبایل اینتل توسط این شرکت معرفی شدند و در تاریخ 23 فبریه 2022 سری پردازنده های Alder Lake-P و -U توسط شرکت اینتل رونمایی شدند.
در تاریخ 10 می 2022 سری پردازنده های حرفه ای Alder Lake HX معرفی شدند.

## تاریخچه
تولید شده توسط معماری اینتل 7 که در گذشته بنام معماری پیشرفته 10 نانومتری اینتل شناخته میشد(Intel 10 nm Enhanced SuperFin (10ESF)) در تاریخ 27 اکتبر 2021 پردازنده های نسل 12 اینتل بنام آلدرلیک توسط این شرکت معرفی شدند و پس از آن سری های موبایل و P و U و HX آن بمرور زمان معرفی شدند.
در ژانویه سال 2022 مشخص شد که ایین نسل از پردازنده های اینتل دارای معماری دارای یک معماری ترکیبی(هایبرید) که از ترکیب هسته های پرقدرت و هسته های کم مصرف استفاده میکند میباشد که مانند معماری بزرگ کوچک(big.LITTLE) است.
این دومین تجربه اینتل پس از پردازنده های لپتاپ Lakefield در طراحی ترکیبی بوده است 
با اینکه پردازنده های دسکتاپ آلدر لیک تا ژانویه 2022 در بازار بودند ولی پردازنده های لپتاپ آن هنوز معرفی و استفاده نشده بودند.
شروع قیمت ها از  USD $289 برای  Core i5-12600K بوده است.
گریسمانت نامی بود که برای هسته های کم مصرف انتخاب شده بود و نام گلدن کوو برای هسته قوی تر که برای کارهای روزمره و بازی ها انجام کار های پیچییده بودند انتخاب شد.
در همان ماه ژانویه بود که لپتاپ هایی با نسل 12 پردازنده های لپتاپی اینتل معرفی شدند و با بازخوردی بسیار خوب از طرف رسانه ها رو به رو شدند زیرا این پردازنده ها در مقایسه با بقیه محصولات اینتل در سال های گذشته بسیار بهتر عمل میکرد و پردازنده 12900HK که باتوجه به H در نام آن برای لپتاپ میباشد بهترین عمل کرد را در بین پردازنده های در آن سال داشت.
در 10 می 2022 پردازنده های سری HX از این نسل رونمایی شدند که پرچمدار آنها یعنی core i9 1200HX بهترین عملکرد را در بین تمامی رقبا مانند AMD Ryzen 6900hx داشت که آن را تبدیل به قوی ترین پردازنده لپتاپ آن سال کرد.

## ویژگی ها

### CPU
- هسته های پرقدرت گلدن کوو (هسته های P)
  - جمع کننده های ممیز شناور اختصاصی
  - رمزگشای دستورالعمل جدید 6 عریض (از 4 عریض در Rocket Lake/Tiger Lake) با قابلیت واکشی تا 32 بایت دستورالعمل در هر چرخه (از 16)
  - 12 پورت اجرا (از 10)
  - 512 ورودی بافر ترتیب مجدد (از 352)
  - تخصیص 6 گسترده μOP (از 5)
  - اندازه حافظه پنهان μOP به ورودی های 4 هزار (از 2.25 هزار افزایش یافته است)
  - AVX-VNNI، گونه ای با کد VEX از AVX512-VNNI برای بردارهای 256 بیتی
  - AVX-512 (از جمله FP16) وجود دارد اما به طور پیش‌فرض برای مطابقت با هسته‌های E غیرفعال است. در بازبینی‌های اولیه ریزپردازنده‌ها، هنوز می‌توان آن را در برخی از مادربردها با برخی از نسخه‌های BIOS با غیرفعال کردن E-cores فعال کرد. اینتل به طور فیزیکی AVX-512 را در تجدید نظرهای بعدی CPUهای Alder Lake که در اوایل سال 2022 و به بعد ساخته شده اند، ترکیب کرده است.
  - حدود 18 درصد پیشرفت در IPC(دستورالعمل در هر چرخه)
- هسته های کم مصرف گریس مانت ( هسته های E)
  - در ماژول های 4 هسته ای با حافظه نهان L2 به اشتراک گذاشته شده است
  - 256 ورودی بافر ترتیب مجدد (از 208 در Tremont)
  - 17 پورت اجرا (از 12)
  - AVX2، FMA و AVX-VNNI
  - دارای IPC ای برابر با SkyLake( پردازنده های نسل 6 اینتل که در سال 2015 رونمایی شدند و در آن زمان بهترین ها بودند)
- پسوندهای مجموعه دستورالعمل جدید:
  - PTWRITE
  - SERIALIZE
  - HRESET
- تا 1 ترابایت بر ثانیه اتصال بین هسته ها
- Intel Thread Director (فقط برای پردازنده‌های با هسته P و E) ، که یک نام بازاریابی برای رابط بازخورد سخت‌افزار پیشرفته (EHFI) است. این یک فناوری سخت افزاری برای کمک به زمانبندی رشته سیستم عامل با توزیع بار کارآمدتر بین هسته های CPU ناهمگن است. فعال کردن این قابلیت جدید نیاز به پشتیبانی در سیستم عامل دارد.
- سوابق آخرین شاخه معماری (LBRs)
- ترجمه آدرس خطی مدیریت شده توسط Hypervisor (HLAT)
- فناوری اجرای کنترل جریان (CET)، از جمله پشتیبانی از ردیابی شاخه غیرمستقیم (IBT) و پشته سایه (SS)
- 4 تا 30 مگابایت کش L3
- هسته ها:
  - تا 8 هسته P و 8 هسته E بر روی دسکتاپ
  - تا 6 هسته P و 8 هسته E بر روی لپتاپ ها( طراحی UP3)
  - تا 2 هسته P و 8 هسته E بر روی لپتاپ های نازک( طراحی UP3)
  - تنها هسته های P داری فراریسمانی(Hyper Threading) هستند

### GPU
- گرافیک Intel Xe (نسل 12.2)
- تا 96 هسته محاسبه بر روی لپتاپ و 32 هسته محاسبه بر روی دسکتاپ

### I/O
- سوکت LGA 1700 برای مادربرد های دسکتاپ
- سوکت BGA نوع 3 و 4 پر تراکم برای لپتاپ ها
- 20 خط PCIe از پردازنده
  - 16 عدد خط PCIe 5.0
  - 4 عدد خط PCIe 4.0
  - پشتیانی از حافظه رم DDR4, DDR5, LPDDR5  و LPDDR4
  - دارای پشتیبانی داخلی از Thunderbolt 4 و وایفای 6E